# JoJo Savard
JoJo Savard (née à Québec), de prénom complet Jocelyne Savard, est une astrologue québécoise née en 1955.
Pendant quelques années, elle était dirigeante d'une société qui proposait des séances téléphoniques payantes dites de voyance et inspirées de l'astrologie. Utilisant la publicité télévisée nocturne à tarif réduit puisqu'à heure de basse affluence, elle rejoignait une certaine clientèle au Québec.

## Biographie
Elle serait la fille d'un officier de marine marchande qui se déplaçait régulièrement. Après plusieurs années, sa mère a divorcé, mettant ainsi fin à l'habitude de mettre leurs trois filles en pension dans des collèges privés. Selon Maclean's pendant le cours de ses plus jeunes années, alors qu’elle terminait ses études d’art, elle décida de partir seule en voyage autour du monde. Elle y aurait travaillé en tant que voyante, mannequin, prof de gym, professeure et artiste. Son voyage aurait cependant éťé coupé court par un accident de moto qui l'aurait laissée dans un coma durant trois semaines. Elle aurait ensuite été déclarée morte. Elle se serait plus tard réveillée sur le chemin entre l’hôpital et la morgue. À la suite de son accident, elle aurait raconté avoir des visions surnaturelles et avoir une plus grande sensibilité au sens de la vie. Pendant cette période, elle se serait rendue à Bombay pour étudier ce que sa biographie rapporte comme étant une « maîtrise en astrologie du Swami J. Institute. »
JoJo Savard est l’auteure de livres parus chaque année de 1990 à 2001 et livres parus tous les mois de 1990 à 2000. Elle a été chroniqueuse dans le magazineTV Guide de 1993 à 1999, dans Allo Police de 1989 à 2000, dans Échos Vedettes de 1992 à 2000.
Alors que Mme Savard était à Vancouver en 1981, elle devient astrologue, pendant un court laps de temps, pour une chaîne de télévision locale. De retour à Montréal, la station de télévision CFCF lui offre alors une courte capsule d'astrologie. Après quelques années, elle gagne en popularité, ce qui l'incite à lancer son propre commerce d'astrologie.
Sa société s'annonçait, de préférence, à la télévision pendant les heures creuses de la nuit. Les gens intéressés par ses services pouvaient contacter l'un de ses employés par le biais du téléphone. La facturation, à la minute, se faisait par le biais de la société téléphonique.
Pendant les années 1990, sa société joint les rangs d'Ormazd, une société de télé-marketing opérant depuis Miami, Floride, laquelle se spécialise en marketing.
Le travail d’enquête par le journaliste Jean-René Dufort, en octobre 1996 dans le magazine de consommation Protégez-vous sonne la fin de son empire d'astrologie,.
Certains détracteurs disent que son empire Astrologique se termine mais, pourtant en 2014 on la cite dans le Top 100 des voyantes & Astrologues en Amérique  Elle y a été cité : Depuis des années, elle est l'astrologue la plus célèbre du Canada, mais cette résidente de Manhattan Beach attire désormais des célébrités.
Johanne Savard, la sœur de Jocelyne, a été ombudsman pour la ville de Montréal entre 2003 et mai 2020.
Elle indiquait en 2006 au journal La Presse que sa sœur résidait aux États-Unis.

## Publications
Jojo Savard, Love Horoscope, Montreal, Astro Logical, coll. « Horoscope », 1995  (ISBN 1-895919-12-6).